# دست‌های یک غریبه
دست‌های یک غریبه (به انگلیسی: Hands of a Stranger) یک فیلم ترسناک محصول سال ۱۹۶۲ به کارگردانی نیوت آرنولد است.

## بازیگران
- پل لوکر … دکتر گیل هاردینگ
- جو هاروی … دینا پاریس
- جیمز استپلتون … ورنون پاریس
- تد اوتیس … دکتر راس کامپتون
- مایکل ری … جورج بریتون
- لورنس هادون … ستوان سیسمز
- ایلین مارتون … آیلین هانتر
- جورج ساویا … تونی وایلدر، راننده کابین
- مایکل دو پونت … دکتر کن
- سالی کلرمن
- دیوید کرامر … کارناوال بارکر
- آیریش مک‌کالا
- بری گوردون